# Eric Cantor
Eric Cantor (n. 6 de junio de 1963) es un político estadounidense. Es miembro del Partido Republicano y congresista por Virginia desde 2001. Es el político de origen judío de mayor rango en la historia del Congreso de ese país. El 10 de junio de 2014, Eric Cantor pierde las primarias del partido Republicano en Virginia contra Dave Brat el candidato del Tea Party y se convierte en el primer líder del Congreso que pierde sus primarias desde su creación, en 1899.

## Primeros años
Eric Ivan Cantor nació en Richmond, Virginia. Es nieto de inmigrantes judíos de Europa del Este. Atendió la Universidad George Washington, y se doctoró en Derecho por la College of William and Mary. Hizo un máster en Administración Pública por la Universidad de Columbia. 
Trabajó durante una década como abogado en el negocio familiar. Su primer contacto con la política tuvo lugar trabajando becario para el congresista republicano Tom Bliley. En 1991, Cantor fue elegido miembro de la Asamblea Estatal de Virginia, siendo reelegido en 1993, 1995, 1997 y 1999. En la legislatura estatal destacó por su lucha para proteger a las compañías de tabaco, y para devolver el superávit estatal a los contribuyentes.

## Congresista desde 2001
En 2000 presentó su candidatura para suceder a Tom Bliley como miembro de la Cámara de Representantes de EE. UU. por el 7º Distrito de Virginia, que abarca algunas de las zonas más ricas de Richmond y varios suburbios. Sería fácilmente reelegido en 2002, 2004, y 2006. Es el único republicano judío en el Congreso.
Al poco tiempo de llegar a Washington D. C., y poco después de los atentados del 11 de septiembre de 2001, Cantor fue seleccionado para servir como presidente del Grupo de Trabajo Congresional sobre Terrorismo y Guerra No Convencional. Ha servido también en el Comité de Servicios Financieros, el Comité de Relaciones Internacionales, y el poderoso Comité de Medios y Arbitrios encargado de supervisar todos los proyectos sobre impuestos, comercio o seguridad social. Desde 2003 ejerce como Adjunto al Whip Republicano de la Cámara.
Cantor se ha ganado una reputación de trabajador y orador enérgico. Conservador en materia fiscal, es también un fuerte opositor al aborto, y defensor de la Segunda Enmienda y el rezo voluntario en las escuelas de primaria. Es partidario de fortalecer las relaciones EE. UU.-Israel: ha patrocinado legislación que eliminaría las ayudas de los contribuyentes estadounidenses a la Autoridad Nacional Palestina.

## Vida personal
Está casado con Diana Fine, y es padre de dos hijos y una hija: Evan, Jenna y Michael. Un primo suyo, Daniel Cantor Wultz, murió en 2006 en un atentado suicida de la Jihad Islámica en Tel Aviv.